# Хекхушајд
Хекхушајд (њем. Heckhuscheid) општина је у њемачкој савезној држави Рајна-Палатинат. Једно је од 235 општинских средишта округа Ајфелкрајс Битбург-Прим. Према процјени из 2010. у општини је живјело 136 становника. Посједује регионалну шифру (AGS) 7232236.

## Географски и демографски подаци
Хекхушајд се налази у савезној држави Рајна-Палатинат у округу Ајфелкрајс Битбург-Прим. Општина се налази на надморској висини од 560 метара. Површина општине износи 8,3 km². У самом мјесту је, према процјени из 2010. године, живјело 136 становника. Просјечна густина становништва износи 16 становника/km².